# Avraham Firkovič
Avraham ben Samuel Firkovič (ABen ReŠeF, hebrejsky אברהם בן שמואל‎, 1786–1874) byl významný představitel východoevropských Karaitů (Karaimů).
Narodil se v Lucku (Volyně – Ukrajina), pak žil v Litvě a nakonec se usadil v Čufut Kale na Krymu. Byl významným chachamem (učencem), sběratelem hebrejských textů a amatérským archeologem.
Avraham Firkovič se snažil ke konci svého života přesvědčit carské úřady a odbornou veřejnost, že karaitští Židé jsou potomky Ztracených deseti izraelských kmenů, nikoliv potomky kmene Juda. To znamená, že Karaimové nejsou příslušníci kmene Juda a nejsou odpovědní za ukřižování Ježíše Nazaretského. Tvrdil, že Karaimové jsou usazeni v oblasti Krymu již od doby Babylonského exilu – od doby před ukřižováním. Sám však považoval Karaimy za Judy, takto chtěl chránit Karaimy před antisemitskými zákony carského Ruska.
Mnozí se rozcházejí v tom, zda Abraham Firkovič padělal dokumenty i náhrobní kameny. Karaité dodnes zastávají názor, že Avraham Firkovič kameny, ani dokumenty nepadělal. Díky tomu mnozí Karaité věří, že židovský učenec Izák Sangari (žijící někdy ve 13. století), který je považován i za židovského misionáře, který obrátil na židovskou víru Chazary, byl Karaita. Pokud je toto tvrzení reálné, výrazně by to změnilo náhled na práci rabína Shem Tov ibn Shem Tov, který dokazoval, že Izák Sangari nebyl Karaita, ačkoliv jeho práce je z daleko starší doby (15. století) a žil ve Španělsku. Padělky měly sloužit jako důkaz, že Karaité nejsou Židé, ale Izraelité. Paradoxně se ve vykopávkách v oblasti jižního Ruska a Krymu našly náhrobky a předměty, které by mohly potvrdit přítomnost ztracených izraelitských kmenů, Firkovič tedy mohl vycházet z reálných informací.
Avraham Firkovič netvrdil, že Karaimové jsou potomky Chazarů. To začal tvrdit až jeho nástupce Seraja Šapšal – podle něj východoevropští Karaimové jsou turkického původu, potomci Chazarů. Šapšal spolupracoval s bolševiky a později i s nacisty. Předal gestapu seznam litevských Karaimů, a tak Němci pak mohli identifikovat rabanitské Židy s falešnými dokumenty.